# Стамбула Геннадій Станіславович
Геннадій Станіславович Стамбула (нар. 9 вересня 1976, Маріуполь) — український журналіст, громадський діяч, автор і ведучий програм на українському телебаченні, сценарист, режисер документальних фільмів «Маріуполь. Поза зоною» (2022), «Маріуполь. Зона відчуження» (2022), «Там, де серце» (2023), «Чеченське сонце» (2023).

## Життєпис
Геннадій народився 9 вересня 1976 року в Маріуполі, тоді ще було місто Жданов в родині робітників. Батьки — Тамара та Станіслав. Коріння родини із селища Ялта Донецької області. В 1993 році закінчив навчання у загальноосвітній школі № 27 у місті Маріуполь. У 2003 році одружився, проте шлюб розпався.
У 2002 році брав участь у виборах в Маріупольську міську раду, як кандидат в депутати.
У 2005 році отримав звання «Майбутнє Маріуполя» в номінації «Журналіст року».
У 2012 зареєстрований кандидатом в народні депутати Верховної Ради VII скликання, як самовисуванець.

### Освіта
1994—1997 Харківська гуманітарна академія. Режисер театру, режисер телебачення, режисерський факультет театру та телебачення.
1997—1999 Харківський інститут мистецтв, акторський факультет. Акторський факультет.
2002—2005 Маріупольський державний гуманітарний університет. Філологічний факультет.

### Робота в журналістиці
1999—2006 Розпочав свою роботу в журналістиці на «Маріупольське телебачення» (МТВ) кореспондентом інформаційної служби, редактором, телеведучим інформаційної програми.
В 2006 працював на радіо «Лавенсарі» (Маріуполь) ведучим інформаційних випусків, редактором.
З 2006 року працює в Києві на телеканалі НТН кореспондент інформаційної програми «Вчасно», а вже з 2008 року — журналіст інформаційної програми «Подробиці» та «Подробиці тижня», ранкової програми «Ранок з Інтером», редактор програми про відомих людей «Позаочі» на телеканалі «ІНТЕР». Згодом, у 2015 році, знову перейшов працювати на телеканал НТН випусковим  редактором інформаційної програми «Свідок», керівником редакції публіцистичних програм «Правда життя», «Будьте здорові», «Таємниці світу».
А з травня 2021 року — редактор програми журналістських розслідувань «Розвідка.LIVE» на телеканалі LIVE.
З початком широкомасштабної агресії Росії проти України у лютому 2022 року продовжує роботу на телеканалі «Інтер» в складі редакції телемарафону «Єдині новини». З березня по квітень 2022 року активно займався висвітленням ситуації в Маріуполі у зв'язку з російським вторгненням в Україну.
У 2022 році розпочав активну роботу над документальними проєктами про російське вторгнення в Україну.

### Документальні проєкти
Документальний фільм «Маріуполь. Поза зоною» (2022, автор, режисер, сценарист)
Коли на початку березня в Маріуполі зник телефонний зв'язок, то найжахливішим для тих, в кого родичі знаходилися в місті, було чути в телефоні автовідповідача: «Абонент не може прийняти ваш дзвінок» чи «Абонент зараз поза зоною досяжності». Так десятки разів за добу. Немає розуміння: чи живі родичі? Ми не могли уявити, що переживають люди в Маріуполі, який вже на початку березня був окупований та під постійними обстрілами російської авіації… Люди лишилися будь-якого зв'язку. Це стало ідеєю документального фільму «МАРІУПОЛЬ…ПОЗА ЗОНОЮ».
Документальний фільм «Маріуполь. Зона відчуження» (2022, автор, режисер, сценарист)
Спочатку вони вбивали всіх! А потім роздавали «хлєбушек». «Ми ж вас врятували!», — казали росіяни. На жаль, хтось в це вірить! І що життя ось-ось налагодиться! Але нічого не налагоджується! Все відбувається навпаки! Як Маріуполь живе в окупації. Неможливо з «холодним серцем» слухати розповіді маріупольців, які пережили пекло і досі залишаються у Маріуполі з різних особистих причин.
Документальний фільм «Там, де серце» (2023, автор, режисер, сценарист)
«Ми маємо місію. Нашу лікарську. За кожне життя маємо боротися до останнього… Ці люди заслужили на таке ставлення. Щоб ми кинули всі свої справи та займалися їх здоров'ям. Ми всім їм винні…», — каже відомий український кардіохірург Борис Тодуров. Цей документальний фільм про тих лікарів, які ризикують своїм життям на війні заради інших.
Документальний фільм «Чеченське сонце» (2023, автор, режисер, сценарист)
В Чечні Росія діяла один в один, як і зараз в Україні… Все розпочалося в 1991 році, коли Чечня вийшла зі складу Радянського Союзу і проголосила незалежність. Проте влада Росії виступила проти цього, ввела війська в Чечню. Через агресію Росії, чеченський народ пережив дві війни (1994 та 1999). Війна в Чечні та війна в Україні багато в чому схожі між собою: Росія окупувала територію, російська пропаганда в дії, ті ж самі заклики про «ми прийшли рятувати», крім того — масштабні руйнування міст України та Чечні, велика кількість загиблих, геноцид народів. Нині Чечня окупована Росією, чимало чеченців приїхали в Україну та воюють на нашому боці проти Росії у складі п'яти добровольчих батальйонів.
Документальний проєкт «Жовті жилети» (2018, журналіст, редактор)
Документальний спецпроєкт  «Жовті жилети» про протестний рух у Франції, який вразив світ. Демонстрації «жовтих жилетів», які почалися восени 2018 року з вимоги не підвищувати податки на паливо, переросли в масовий рух протесту, учасники якого тепер вимагають відставки чинного президента Еммануеля Макрона. Головна мета, яку атакують «жовті жилети», — не сам президент Макрон. Учасники протестів вимагають насамперед зниження податків для працюючих громадян та французького дрібного та середнього бізнесу. І більшого оподаткування для великих корпорацій, які зуміли побудувати схеми оптимізації оподаткування те, щоб не платити високі французькі податки взагалі. Автори документального спецпроєкту побували у таборі «жовтих жилетів» та провели з ними цілий день на демонстрації. Щоб зрозуміти, що зараз відбувається у Франції, і до чого ці протести можуть призвести.